# 鎧甲龍屬
鎧甲龍屬（意為「武裝蜥蜴」）屬於劍龍科恐龍，化石發現於英格蘭與法國，地質年代為侏羅紀中期的卡洛維階地層。

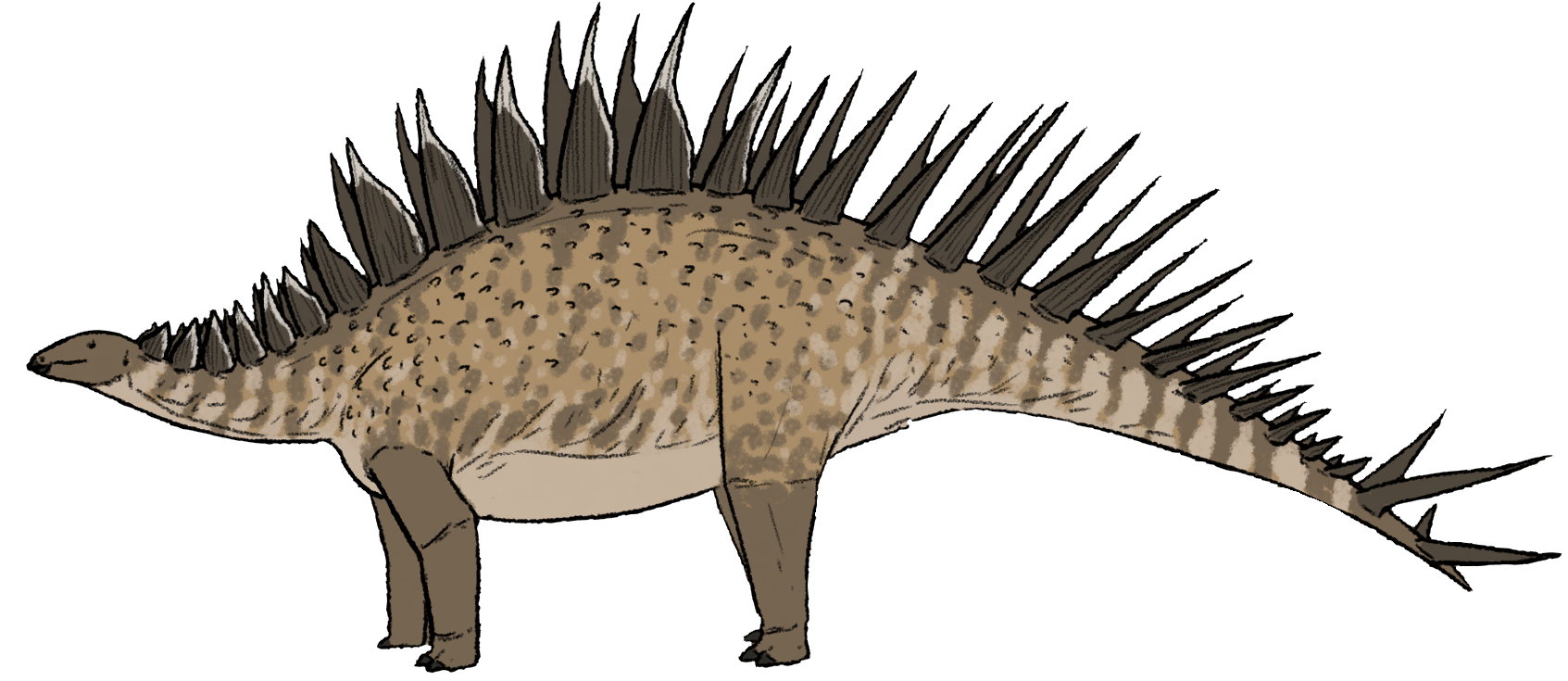
鎧甲龍復原圖

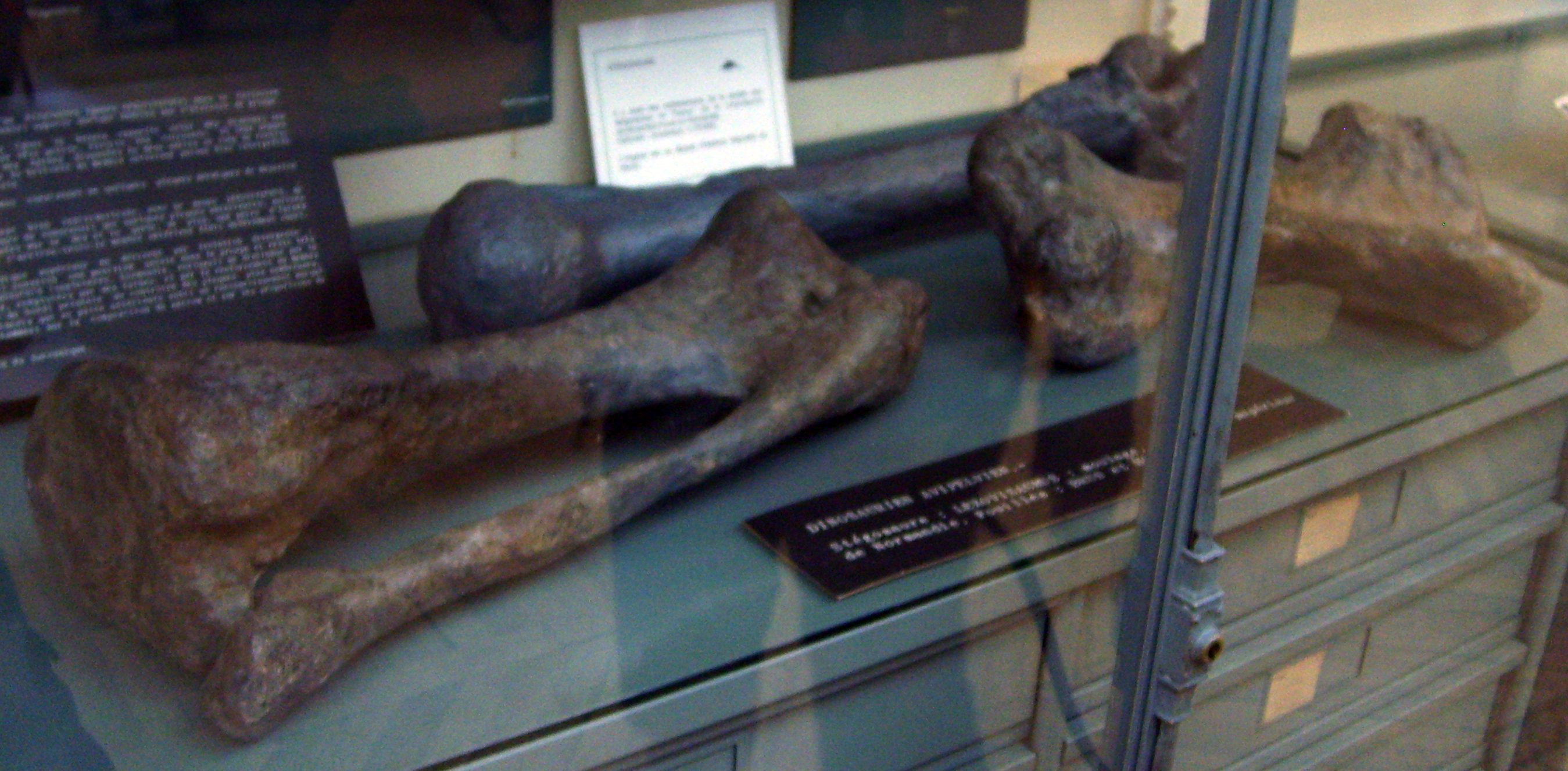
鎧甲龍的四肢骨骼，最初被歸類於勒蘇維斯龍

鎧甲龍的模式種為L. priscus。化石最初在1911年由法蘭茲·諾普喬（Franz Nopcsa）建立為劍龍的一種（Stegosaurus priscus），而後被歸類於勒蘇維斯龍。2008年的重新研究顯示勒蘇維斯龍沒有可鑑定特徵，因此將部份化石建立為新屬，鎧甲龍。
目前已發現兩個部份骨骸。原先消息中的一個肩刺，可能並不包含在其中。這個尖刺較可能來自於尾巴。